# Narcotique de Muze II
Narcotique de Muze II (née le 9 juillet 1997) est une jument baie du stud-book sBs, issue de l'élevage de Joris de Brabander, qui a cumulé une carrière sportive de haut niveau en saut d'obstacles avec Éric Lamaze, et d'excellentes performances de reproductrice. Cette fille de Darco est la mère de Querlybet Hero, Farfelu de la Pomme, et Sauterelle de la Pomme.

## Histoire
Narcotique de Muze II naît par transfert d'embryon, le 9 juillet 1997, à l'élevage de Joris de Brabander, en Belgique. 
Sa carrière de cheval de sport démarre avec Christel Lenssens. Elle remporte la finale du circuit belge pour jeune chevaux de saut de 4 ans à St-Niklaas, et est sacrée "ELITE" au BK Gesves. Elle est également championne de Belgique à 6 ans, rejoignant les écuries de Kurt De Clercq jusqu'à ses 7 ans, âge où elle est vendue aux écuries Stephex. Elle est finaliste du championnat du monde des jeunes chevaux de 7 ans à Lanaken. A huit ans, elle est revendue au cavalier international canadien Éric Lamaze. Avec lui, elle devient victorieuse au niveau des Concours de saut internationaux 5 étoiles (CSI5*) et des Concours de saut internationaux officiels (CSIO).

## Description
Narcotique de Muze II est une jument de robe baie, inscrite au stud-book du sBs (cheval de sport belge). Elle toise 1,70 m.

## Origines
C'est une fille de Darco et de Qerly Chin, par Chin-Chin,,.

## Descendance
Narcotique de Muze II a donné 22 poulains, certains par transfert d'embryon, dont : 
- Quel Hero de Muze (par Power Light)
- Quechua de Muze (par Mr. Blue)
- Azuela de Muze (par Heartbreaker)
- Boyante de Muze (par Kashmir van Schuttershof)
- Sauterelle de la Pomme (par For Pleasure)
- Teekitiezzie de Muze (par For Pleasure)
- Ferly de Muze (par Calato)
- Gaillard de la Pomme (par Nabab de Rêve)
- Giovani de la Pomme (par Shindler de Muze)
- Querlybet Hero
- Farfelu de la Pomme

Par Sauterelle de la Pomme, elle est aussi la grand-mère maternelle de l'étalon Vagabond de la Pomme.